# Lorez Alexandria
Lorez Alexandria (Chicago, 1929. augusztus 14. – Gardena, 2001. május 22.) amerikai gospel- és dzsesszénekesnő.

## Pályafutása
Lorez Alexandria az 1940-es években kezdte pályafutását. Templomokban kezdett énekelni, majd tizenegy éven át egy a cappella kórus tagja volt. Később a dzsessz felé fordult. Chicagói klubokban énekelt. 1957-1959 között négy albumot rögzített a King Records számára, a többnyire Count Basie Orchestra tagjai, valamint Howard McGhee részvételével. 1958-ban Ramsey Lewisszal lépett fel. Az 1960-as évek elején a Cadet és az Argo albumokat adott ki, többek között Jimmy Garrisonnal.
1962-ben Los Angelesbe költözött.
Az 1960-as években The Great című albumával vált ismertté, amelyen néhány számon a Wynton Kelly Trio, 1964-ben pedig az Impulse! Records együttese kísérte. Azonban az énekesnő blues, gospel és swing értelmezése nemigen illett bele az Impulse akkori, új elképzelésébe. Ennek ellenére két az albumok az országos ismertség felé vezető lépcsőfokok lettek.
1965-1976 között néhány felvétele készült Paul Gayten kis Pzazz kiadójának. Ezt követően több albumot is kiadott más lemezcégekkel számára, például egy daloskönyvsorozatot is Johnny Mercer dalaival.
Az 1990-es évek közepén nyugdíjba vonult; nem sokkal ezután agyvérzést kapott. Alex Henderson megállapítása szerint  Carmen McRae, Sarah Vaughan és Dinah Washington stílusához hasonlóan énekelt, de közel sem volt olyan sikeres, mint azok.

## Albumok
- This Is Lorez! (1957)
- Lorez Sings Pres (1958)
- The Band Swings, Lorez Sings (1959)
- Standards with a Slight Touch of Jazz( 1960)
- Early in the Morning (with Ramsey Lewis Trio; 1960)
- Sing No Sad Songs for Me (1961)
- Deep Roots (1962)
- For Swingers Only (1963)
- Alexandria the Great (1964)
- More of the Great Lorez Alexandria (1964)
- Didn't We (1968)
- In a Different Bag (1969)
- From Broadway to Hollywood (1977)
- How Will I Remember You? (1978)
- A Woman Knows (1979)
- Sings the Songs of Johnny Mercer, Vol. I: (with Mike Wofford Quartet; 1981)
- Sings the Songs of Johnny Mercer, Vol. II: Harlem Butterfly (with Gildo Mahones Quartet; 1984)
- Sings the Songs of Johnny Mercer, Vol. III: Tangerine (with Gildo Mahones Quartet; 1985)
- Dear to My Heart (1987)
- My One and Only Love (1987)
- May I Come in (1991)
- I'll Never Stop Loving You (1993)
- Talk About Cozy (1995)
- Star Eyes (1996)

## Díjak
- 1984: Grammy-díj jelölés: Best Jazz Vocal, „Harlem Butterfly (Album)”

## Fordítás
Ez a szócikk részben vagy egészben  a   Lorez Alexandria című német Wikipédia-szócikk ezen változatának fordításán alapul.  Az eredeti cikk szerkesztőit annak laptörténete sorolja fel. Ez a jelzés csupán a megfogalmazás eredetét és a szerzői jogokat jelzi, nem szolgál a cikkben szereplő információk forrásmegjelöléseként.